# Copa Panamericana
La Copa Panamericana 2002 iba a ser el reemplazo oficial de la Copa Merconorte y la Copa Mercosur. Debido a que hubo diferencias de tipo económico entre los dirigentes de la CONMEBOL y la CONCACAF, el torneo fue aplazado para 2003, pero nunca se realizó debido a la aparición y consolidación de la Copa Sudamericana. No tiene relación con el torneo de exhibición del mismo nombre jugado en 2007.
La copa fue planeada para 32 equipos jugando en fases de eliminación directa.

## Distribución de equipos participantes
Formato preliminar del torneo:
| Llave 1 (16 equipos)             | Llave 1 (16 equipos) | Llave 2 (16 equipos) | Llave 2 (16 equipos) |
| -------------------------------- | -------------------- | -------------------- | -------------------- |
| Argentina                        | 4                    | México               | 4                    |
| Brasil                           | 4                    | Estados Unidos       | 2                    |
| Uruguay                          | 2                    | Colombia             | 2                    |
| Paraguay                         | 2                    | Ecuador              | 2                    |
| Chile                            | 2                    | Perú                 | 2                    |
| Bolivia                          | 1                    | Venezuela            | 1                    |
| Campeón de la Copa Mercosur 2001 | 1                    | Centroamérica        | 2                    |
|                                  |                      | Caribe               | 1                    |

## Competencia
La competición albergaría a los mejores clubes de las ligas mencionadas, apelando al mérito deportivo.